# King of Everything
King of Everything – trzeci album studyjny ukraińskiego zespołu Jinjer. Album został wydany 29 lipca 2016 roku nakładem wytwórni muzycznej Napalm Records.

## Lista utworów[6]
| Nr  | Tytuł utworu         | Długość |
| --- | -------------------- | ------- |
| 1.  | „Prologue”           | 2:51    |
| 2.  | „Captain Clock”      | 4:46    |
| 3.  | „Words Of Wisdom”    | 3:39    |
| 4.  | „Just Another”       | 4:15    |
| 5.  | „I Speak Astronomy”  | 5:54    |
| 6.  | „Sit Stay Roll Over” | 4:22    |
| 7.  | „Under The Dome”     | 4:52    |
| 8.  | „Dip A Sail”         | 4:14    |
| 9.  | „Pisces”             | 5:06    |
| 10. | „Beggars' Dance”     | 2:07    |
|     |                      | 42:06   |

## Twórcy albumu[6]
- Tetiana Szmajluk – wokal
- Jewhen Abdiuchanow – gitara basowa
- Dmytro Kim – perkusja
- Roman Ibramchaliłow – gitara elektryczna
- Max Morton – produkcja